# Richard de Devizes
Richard de Devizes (en latin Richardus Divisensis), actif vers 1150-1200, est un moine bénédictin et historien ayant vécu à Winchester en Angleterre pendant la seconde moitié du XIIe siècle. Il est surtout connu comme l'auteur du Cronicon Richardi Divisensis de tempore regis Richardi Primi, une chronique relatant l’histoire des premières années du règne de Richard 1er dit Cœur de Lion. Le texte, intéressant pour son ton humoristique et satirique, a fait l’objet de nombreuses études et commentaires par des historiens.

## Biographie
On sait très peu de chose sur la vie de Richard de Devizes à proprement parler. Les dates de sa naissance et de son décès son inconnues, mais on estime qu’il a vécu pendant la seconde moitié du XIIe siècle jusqu'au début du XIIIe siècle. Le fait qu’il se désigne lui-même « de Devizes », un petit village de la région de Wiltshire, laisse croire qu’il serait originaire de cette localité. À l’époque à laquelle il écrit, Richard est moine à Saint-Swithun, un monastère bénédictin à Winchester en Angleterre. En plus de son œuvre majeure, le Cronicon de tempore Regis Richardi Primi, Richard de Devizes est aussi l’auteur présumé des Annales monasterii de Wintonia (Annales de Winchester) dans lesquelles il raconte l’histoire du Royaume d’Angleterre depuis ses origines anglo-saxonnes jusqu'au XIIIe siècle,. Dans ses écrits, Devizes emprunte avec habileté souvent des expressions ou passages tirés de textes d’auteurs antiques tels qu’Homère, Ovide et Virgile, ce qui laisse penser qu’il avait reçu une solide éducation classique.

## Son œuvre

### Cronicon de tempore regis Richardi Primi
La Chronique du règne de Richard Premier par Richard de Devizes est conservée dans deux manuscrits. Le premier, probablement écrit avant 1194, est conservé au Corpus Christi College de Cambridge (Ms. 339, folios 25r-87v). Le second, datant probablement du début du XIIIe siècle, est une retranscription réorganisée et plus claire du premier et est conservé à la British Library à Londres (Ms. Cotton Domitian A. XIII, folios 70r-87r). Chaque manuscrit est précédé par une version des Annales de Winchester. Le texte du premier manuscrit est encadré de nombreuses notes marginales qui ont rendu sa traduction et sa réédition compliquée. On ne peut donc pas être certain de l’organisation originellement souhaitée par Devizes.
Le texte débute par une préface dans laquelle l’auteur dédie son livre à Robert, ancien prieur de Saint-Swithun - et donc ancien supérieur de Richard - qui quitta le monastère pour intégrer un ordre cartusien. Il raconte aussi une visite qu’il fit à son ancien maître dans son nouveau monastère.
Le Cronicon, à proprement parler, couvre les 27 premiers mois du règne de Richard 1er, soit de 1189 à 1192, et raconte la participation du roi à la Troisième croisade. L’œuvre s’inscrit dans la tradition de la « chronique », un type de texte défini au XIIe siècle par Huguccio de Pise comme un récit des événements organisé de manière chronologique. Le récit débute avec le couronnement de Richard 1er et le massacre des Juifs de Londres. Le récit décrit ensuite les préparatifs de Richard 1er avant son départ pour la Troisième croisade. William de Longchamp, chancelier nommé par le roi Richard pour gouverner le royaume pendant son absence, est un protagoniste central du récit de Devizes. Il expose comment Richard 1er déleste tous ceux pour qui leur argent était un fardeau pour financer sa croisade (« The king readily disburthened all, whose money was a burthen to them [...] ». Par la suite, Richard de Devizes décrit le voyage de Richard 1er jusqu’en Palestine en compagnie de Philippe Auguste, roi de France, racontant son arrêt en Sicile, sa conquête de Chypre et, finalement, l’échec de celle de Jérusalem. Richard de Devizes entrecoupe ce récit de plusieurs péripéties se déroulant en Angleterre, où il raconte les machinations politiques à la cour et les manœuvres de William de Longchamp pour préserver le royaume de Richard contre les ambitions de son frère Jean. Il raconte aussi dans son Cronicon l’accusation portée contre un Juif de Winchester, les procédures judiciaires engagées contre lui sous l'accusation d'avoir manipulé un enfant, notamment en lui faisant une description des villes d’Angleterre, pour ensuite le sacrifier lors d’un rite juif. L’histoire se conclut abruptement par un abandon des accusations.

### Annales monasterii de Wintonia
Les Annales du monastère de Winchester sont conservées dans deux manuscrits, chacun des textes précédant un manuscrit du Cronicon. Le manuscrit A, qui précède le Cronicon de Cambridge, relate l’histoire de l’Angleterre pour la période de 519 après J.-C. jusqu’à 1065. Le manuscrit B, qui précède le Cronicon du British Library, copie le texte du manuscrit A, mais le complète par une nouvelle partie abordant la période allant de 1065 après J.-C. à 1202.
Le texte relate, entre autres, les affrontements entre le roi Arthur et son rival saxon Cerdic, ainsi que les règnes d’Ecgbert et d’Alfred.

## Interprétations de ses écrits

### Fiabilité
Les textes de Richard de Devizes sont une source importante pour les historiens étudiant le règne de Richard 1er. Bien que la fiabilité de son récit du voyage du roi en croisade soit mise en doute, les témoignages du moine sur les événements politiques se déroulant en Angleterre en son absence apparaissent au contraire pertinents et fiables. Winchester, ville où Devizes était moine, était en effet proche du siège royal et l’auteur aurait pu être mis au courant des différents potins et rumeurs concernant les affaires royales.

### Style
Richard de Devizes est largement reconnu pour son style littéraire hors du commun. Il a été décrit par l'historienne Nancy Partner comme « le moine qui avait oublié d’être médiéval ». Son Cronicon se démarque d’autres textes contemporains par le rejet de plusieurs conventions littéraires de l’écriture de l’histoire au XIIe siècle et propose un texte fortement teinté par un ton satirique.
Partner souligne le fait que Richard de Devizes met en avant sa personnalité et ses opinions dans son Cronicon, ce qui détonne avec les conventions littéraires de l’époque. Alors que des figures majeures de l’écriture de l’histoire au XIIe siècle telles que Jean de Salisbury et Orderic Vital montrent dans leur texte une grande modestie et un effacement de leur personnalité, Richard de Devizes n’adhère pas à cette norme. Un exemple de cela est la préface du Cronicon adressée à Robert, ancien prieur de St. Swithun ayant quitté le monastère pour rejoindre un ordre cartusien. Richard s’adresse à son ancien supérieur avec une grande déférence que Partner interprète comme exagérée dans le but de parodier les conventions littéraires de patronage littéraire de l’époque. Il loue les règles monastiques des cartusiens, mais souligne au passage certaines contradictions entre leurs valeurs et leurs pratiques : par exemple, le fait que les cartusiens disent vouloir vivre reclus et isolés du monde, mais qu'ils sont tout de même au courant de tous les événements du royaume (ou comme le dit Richard de Devizes, avant même qu’ils ne se produisent...). Partner interprète la préface du Cronicon comme exprimant de manière satirique la rancœur de Devizes face au départ d’un ami pour un ordre monastique qu’il juge prétentieux et zélé. À d’autres occasions dans le texte, Richard de Devizes laisse transparaître son élitisme et son attachement envers l’ordre bénédictin et la ville de Winchester. Partner souligne aussi qu’il témoigne d’une préférence pour la vie urbaine.
L'historienne Nancy Partner soutient d’autre part que Devizes rompt avec la fonction conventionnelle de l’histoire au XIIe siècle, c’est-à-dire d’appliquer la méthode de l’exégèse biblique aux événements du monde pour tenter d’en saisir comment la volonté divine s’y exerce. Richard de Devizes ne fait appel au divin et au surnaturel qu’en de très rares occasions, notamment lorsqu’il raconte comment un moine ambitieux qui cherchait à améliorer sa position dans l’Église décéda subitement dans un accident,. L’auteur est vu comme interprétant les événements politiques du royaume comme résultant plutôt des ambitions pragmatiques des acteurs, de leurs passions, de leur convoitise. Chose intéressante, ce clerc régulier ne semble pas exprimer de jugement moral négatif sur les jeux de pouvoir et les intrigues politiques de la cour, au contraire, il s’en amuse et les raconte avec un ton ironique. Un passage illustrant cela est la description qu’il fait des préparatifs de Richard 1er pour sa croisade. Richard de Devizes s'amuse du pragmatisme de Richard 1er dans ses efforts pour amasser le plus de fonds possible et lui prête la citation : « Je vendrais Londres si je pouvais trouver un colporteur. » (« I would sell London if I could find a chapman »).
Le réalisme de Richard de Devizes se manifeste aussi dans sa propension à chiffrer de manière précise les quantités matérielles impliquées dans les événements qu’il relate. Par exemple, il décrit avec moult détails la flotte de guerre de Richard 1er, la dot de la sœur du roi ou encore des rançons exigés lors de péripéties. Partner y voit un reflet des mutations culturelles du XIIe siècle, plus spécifiquement du développement d’une mentalité bourgeoise caractérisée par son penchant pour le mercantilisme et l’urbanité,. Partner catégorise Richard de Devizes comme un auteur issu de l’Église, mais qui s’intéresse aux choses temporelles et concrètes telles que la politique, le commerce et les jeux de pouvoirs sans leur attribuer de signification divine.

### Propos sur les Juifs
Dans son Cronicon, Richard de Devizes aborde à deux reprises l’histoire des populations juives d’Angleterre : la première fois lorsqu’il raconte le massacre des Juifs de Londres à la suite du couronnement de Richard 1er, la seconde fois lorsqu'il raconte l’affaire des accusations de meurtre rituel envers un Juif de Winchester.
Lorsqu’il raconte l’épisode des pogroms de Londres, Richard de Devizes laisse entendre qu’il est fier que la population de Winchester n’ait pas massacré ses Juifs. Pourtant, Partner remarque qu’il ne semble pas attribuer cette retenue à un humanisme ou à une tolérance envers les Juifs, mais plutôt à un calcul intéressé et pragmatique. Bale de son côté, voit dans la stylistique de ce passage un renversement de la crucifixion : Devizes décrit les Chrétiens comme sacrifiant les Juifs, faisant probablement une analogie au sacrifice du Christ par les Juifs. Dans le même passage, Richard de Devizes décrit aussi comment Winchester aurait épargné ses Juifs pour mieux les expulser d’un seul coup plus tard, comparant les Juifs à une maladie contenue dans le corps de quelqu'un. L'historien Anthony P. Bale y voit une critique de Devizes envers l’attitude des Chrétiens face aux Juifs. En effet, ce serait une allusion au fait que le judaïsme pouvant être considéré comme étant à l’intérieur du christianisme, les chrétiens ne peuvent être seulement dégoûtés par la maladie, ils devraient être dégoûtés d’eux-mêmes.
Bien que Devizes ne décrive pas les Juifs en termes positifs, Partner, Bale et Blurton semblent interpréter sa description des accusations des Juifs de Winchester pour meurtre rituel comme une défense de la communauté juive, ou plutôt une critique de l’attitude des Chrétiens envers les Juifs. Selon Bale, Devizes présente les accusations envers les Juifs comme une construction sociale aux fondements incertains. Il ne décrirait pas le Juif comme manipulateur ou démoniaque, mais laisserait plutôt le lecteur apposer ses propres préjugés sur le Juif du récit. Bale va jusqu'à dire que le ton satirique employé par Devizes pour raconter l’épisode des accusations envers les Juifs est un effort rhétorique pour critiquer la création par l’Église catholique d’un discours marginalisant et démonisant les populations juives ; de ce fait, Richard de Devizes remettrait en question l’autorité de l’Église chrétienne. L'historienne Heather Blurton propose quant à elle de lire le texte de Devizes non pas comme une satire classique, mais comme une satire ménipéenne. Selon cette lecture, elle soutient que Devizes ne critiquerait pas seulement l’autorité de l’Église chrétienne, mais pousserait la satire jusqu'à dépeindre en absurde toutes les formes d’autorités morales, lui-même y compris.

#### Éditions
- Chronicon Ricardi Divisiensis de rebus gestis Ricardi Primi, regis Angliae, édition par Joseph Stevenson, Londres, Londres, The English Historical Society, 1838, VIII-88 p.
- The Chronicle of Richard of Devizes of the time of King Richard the First. Cronicon Richardi Divisensis de Tempore Regis Richardi Primi, édition et traduction de John T. Appleby (texte en latin, traduction anglaise en regard, introduction et notes en anglais, Londres, T. Nelson and sons, 1963, xxvi-106 p. (collection : Medieval texts).
- (en) Richard of Devizes (trad. du latin par J. A. Giles), Chronicle, Cambridge, Ontario, In parentheses, 2000, 60 p. (lire en ligne).

#### Études
- (en) Nancy F. Partner, Serious Entertainments, The Writing of History in Twelfth-Century England, Chicago/London(Ontario), The University of Chicago Press, 1977, 289 p. (ISBN 978-0-226-64763-0).
- (en) Anthony P. Bale, « Richard of Devizes and Fictions of Judaism », Jewish Culture and History, vol. 3, no 2,‎ 1er décembre 2000, p. 55–72 (ISSN 1462-169X, DOI 10.1080/1462169X.2000.10512220, lire en ligne, consulté le 11 avril 2017)
- (en) Paul Anthony Hayward, « Richard of Devizes », dans Graeme Dunphy (dir.), Encyclopedia of the Medieval Chronicle, vol. 2, J-Z, Brill, 2010, 1275-1276 p..
- (en) Nancy F. Partner, « Richard of Devizes, The Monk Who Forgot to be Medieval », dans Jason Glenn, The Middle Ages in Texts and Texture : Reflections on Medieval Sources, Toronto, University of Toronto Press, 2011, 438 p. (ISBN 9781442604902), p. 231-244.
- (en) Heather Blurton, « Richard of Devizes's Cronicon, Menippean Satire, and the Jews of Winchester », Exemplaria, vol. 22, no 4,‎ 18 juillet 2013, p. 265–284 (ISSN 1041-2573, DOI 10.1179/104125710X12730486676144, lire en ligne, consulté le 11 avril 2017).
- (en) John Gillingham, « Richard of Devizes and ‘a rising tide of nonsense’ : How Cerdic Met King Arthur », dans David A. Woodman, Martin Brett, The Long Twelfth-Century View of the Anglo-Saxon Past, Ashgate, 2015, 438 p. (ISBN 9781317025153), p. 141-158.